# Кэпкэун
Кэпкэун (рум. căpcăun) — человек с собачьей головой, получеловек-полусобака в румынской мифологии.
У кэпкэунов две головы, причём одна из них собачья; или две морды (пасти), та, которая на затылке — собачья. По некоторым данным у них четыре глаза на затылке. Это людоеды, заглатывающие одним из своих ртов детей целиком или большие куски человеческого мяса прямо с костями и всем остальным, а из другого — выплёвывающие несъедобные отходы. Рассказывали, что они ловили мальчиков и откармливали их на убой.
Другие варианты названия: căcîn(e), cătcăun, căpcîn, capcăn, căpcăun, căpcăn(e), capcîne(e), hapcin. Также мегл. capdicîne, арум. cap-di-cîne.
По мнению Х. Тиктина, лексема имеет народную этимологию: рум. cap — «голова», câine — «собака». Поверье об этих существах возможно происходит из греческого романа «Александрия», который был переведён на румынский язык в 1620 году, в котором рассказывается о том, как Александр Македонский дошёл до страны, где жили «люди, у которых было спереди лицо человека и говорило оно по-человечески, а сзади — собачья морда, которая лаяла по-собачьи». Соответственно, слово считается калькой греч. κῠνοκέφᾰλοι — «собакоголовые».
В современной Румынии кэпкэуном называют злого, жестокого и бессердечного человека.